# Рок-хвиля (фільм)
«Рок-хвиля» (англ. The Boat That Rocked) — фільм режисера Річарда Кертіса, який вийшов на екрани в 2009 році, про історію однієї з піратських радіостанцій та перші кроки поп та рок-музики у Великій Британії в 60-их роках. Бюджет фільму склав більше 30 мільйонів фунтів стерлінгів.
Слоган: «Ми позбавимо цноти ваші вуха!»

## Сюжет
Дія фільму починається в 1966 рік у — час розквіту британської поп — і рок-музики. Однак її не визнає влада, її не грають на державних радіостанціях. На противагу їм в ефірі з'являються піратські радіостанції, що працюють у відкритому морі та не потрапляють ні під які закони. На один з таких кораблів за вказівкою матері прибуває 17-річний Карл. Його хрещений батько по імені Квентін — голова піратського «Радіо Рок». У цей же час на нараді уряду прем'єр-міністр дає завдання закрити всі нелегальні станції протягом року. Міністр Алістер Дорманді доручає цю справу новому працівникові відомства на ім'я Бездьюк.
Один ведучих станції по імені Дейв намагається допомогти влаштувати особисте життя Карла. Дізнавшись про те, що юнак — незайманий, він вирішує влаштувати йому «секс наосліп» зі своєю новою подружкою. Карл погоджується, але задум провалюється: дівчина включає світло і зі скандалом проганяє його. Тим часом, Бездьюк дізнається, що весь прибуток радіо — піратів складається тільки з коштів від реклами. Тому приймається закон, що забороняє британським виробникам розміщувати рекламу на неофіційних радіостанціях. У відповідь на це «Радіо Рок» домовляється з відомим діджеєм Ґевіном Кевана про повернення після дворічної відлучки. Завдяки цьому піратське радіомовлення стало поширюватися ще швидше.
Наближається день народження Карла, і хресний вирішує подарувати йому «приємний вечір» зі своєю племінницею Мері Енн. Юнак з першого погляду закохується в неї і позичає у Дейва презерватив. Дізнавшись про це, Мері Енн ображається і Карл викидає його, щоб довести серйозність своїх почуттів, і поки Карл шукає презерватив по всьому кораблю, діджей Дейв заманює Мері Енн у своє ліжко.
По закінченні довгих пошуків Бездьюку вдається знайти компрометуючі дані на піратів: замітка в газеті про рибальську шхуну, яка ледь не затонула через те, що її сигнал SOS не міг пробитися через радіохвилі. Також він знаходить спосіб проникнути на корабель і таємно провести його огляд, але голова «Радіо Рок» Квентін лапає його і виганяє з корабля.
Саймон, ведучий ранкової передачі і друг Карла, повідомляє йому, що вирішив одружитися з Елеонор, яка познайомилася з ним в барі. Потай діждеї вночі відправляються в Лондон, де відзначають парубочий вечір і п'ють до самого ранку. Весільна церемонія, проведена Квентіном, передається по радіо в прямому ефірі. Після спокійної першої шлюбної ночі у молодят відбувається серйозна розмова. Елеонор признається Саймону, що познайомилася з ним тільки щоб проникнути на корабель і бути з Ґевіном. Того ж дня вони розлучаються і Елеонор покидає корабель. Всі на кораблі засуджують Ґевіна, але він вважає себе невинним. Ведучий на прізвисько Граф, який зненавидів його з самого прибуття, викликає колегу на змагання: той, хто не зможе вибратися на найбільшу щоглу корабля, буде визнаний боягузом. Але за підсумками поєдинку виходить нічия (обидва провідних стрибнули у воду з верхівки і зламали кінцівки). Ґевін приносить Саймону вибачення.
До кінця року стає очевидно, що битва з піратськими станціями програна. Але Дорманді і Бездьюк продовжують боротьбу. На Різдво на «Радіо Рок» приїжджає мама Карла, яка признається синові, що його батько — Боб, ведучий раннього ранкового ефіру. В цей час уряд одноголосно приймає закон «Про морські злочини», що оголошує піратські радіостанції поза законом з 1 січня. Але так само одноголосно всі ведучі «Радіо Рок» вирішують продовжувати роботу і Квентін вирішує знятися з якоря, щоб не попастися в руки поліції. Несподівано ще до настання ранку у корабля вибухає двигун. Ґевін передає сигнал лиха і просить радіослухачів прибути їм на допомогу.
Менш, ніж через годину над водою залишається тільки ніс судна, на якому зібралися майже всі мешканці корабля, готуючись потонути. У самий останній момент з'являється величезна кількість човнів і яхт вірних слухачів «Радіо Рок». Останнім вже повністю занурився у воду корабель покидає Граф, який вирішив вести мовлення до самого кінця. Фільм завершується добіркою найкращих рок-н-рольних альбомів за 40 років.

## Реальні прототипи
- Прообразом радіостанції «Радіо Рок» стало судно «Radio Caroline», на борту якого був встановлений 10-кіловатний радіопередавач. Судно також затонуло.

## Актори
- Філіп Сеймур Гоффман — Граф
- Білл Наї — Квентін
- Нік Фрост — «Доктор» Дейв
- Том Старрідж — Карл
- Кріс О'Дауд — Саймон «Простий хлопець» Своффорд
- Кеннет Брана — сер Алістер Дорманді
- Джек Девенпорт — Бездьюк
- Ріс Іванс — Ґевін Кавана
- Різ Дарбі — Ангус «Чокнутий» Натсфорд
- Том Брук — «Тупий» Кевін
- Том Вісдом — «Опівнічний» Марк
- Кетрін Паркінсон — Фелісіті
- Ральф Браун — «Досвітній» Боб
- Вілл Адамсдейл — Джон Мейфорд
- Айк Гемілтон — Гарольд
- Олег Федоров — Капітан корабля «Радіо Рок»
- Емма Томпсон — Шарлотта (мати Карла)
- Талула Райлі — Меріенн (дівчина Карла)
- Дженьюарі Джонс — Елінор

## Саундтреки
Дводисковий саундтрек до фільму включає в себе як пісні 1960—1970-х років таких відомих виконавців, як The Beach Boys, Кета Стівенса, The Kinks, The Who, Dusty Springfield, Джимі Гендрікса і The Hollies, так і пісні сучасної англійської співачки Даффі і пісні 1980-х Девіда Боуїї.
Також, крім офіційного саундтреку, є і неофіційні доповнення, які звучать у фільмі чи трейлерах:
- Aaron Neville — Tell It Like It Is — грає, коли показують ефір Опівнічного Марка
- Small Faces — Lazy Sunday — грає, коли герої ходять по барах на парубочій вечірці
- The Rolling Stones — Let's Spend The Night Together — грає, коли Граф оголошує про закриття «Радіо-Рок»
- The Rolling Stones — Jumpin' Jack Flash — грає під час прибуття на корабель Ґевіна Кавана
- The Hollies — Listen To Me — грає в кінці дубльованого трейлера
- Leonard Cohen — So Long Marianne — грає, коли Меріенн зрадила Карлу з Дейвом.
- The Yardbirds — For Your Love — перша пісня, яку поставив Ґевін Кавана
- Steve Winwood/Spencer Davis — Gimme Some Loving
- The Turtles — So Happy Together
- The Crazy World Of Arthur Brown — Fire — одна з перших пісень, яку поставив Ґевін Кавана

### Диск 1
1. «Stay with Me Baby» — Даффі — 3:52
2. «All Day and All of the Night» — The Kinks — 2:23
3. «Elenore» — The Turtles — 2:30
4. «Judy in Disguise (With Glasses)» — John Fred and His Playboy Band — 2:52
5. «Dancing In The Street» — Martha Reeves and the Vandellas — 2:36
6. «Wouldn't It Be Nice» — The Beach Boys — 2:23
7. «Ooo Baby Baby» — Smokey Robinson — 2:45
8. «This Guy's In Love With You» — Herb Alpert & The Tijuana Brass — 4:01
9. «Crimson and Clover» — Tommy James & The Shondells — 5:24
10. «Hi Ho Silver Lining» — Джефф Бек — 2:28
11. «I Can See For Miles» — The Who — 4:07
12. «With a Girl Like You» — The Troggs — 2:07
13. «The Letter» — The Box Tops 1:54
14. «I'm Alive» — The Hollies — 2:25
15. «Yesterday Man» — Chris Andrews — 2:32
16. «I've Been a Bad Bad Boy» — Пол Джонс[en] — 2:20
17. «Silence Is Golden» — The Tremeloes — 3:09
18. «The End of the World» — Skeeter Davis — 2:39

### Диск 2
1. «Friday On My Mind» — The Easybeats — 2:53
2. «My Generation» — The Who — 3:19
3. «I Feel Free» — Cream — 2:54
4. «The Wind Cries Mary» — Джимі Гендрікс — 3:21
5. «A Whiter Shade of Pale» — Procol Harum — 4:00
6. «These Arms of Mine» — Otis Redding — 2:33
7. «Cleo's Mood» — Jr. Walker & The All Stars — 2:42
8. «The Happening» — The Supremes — 2:50
9. «She'd Rather Be With Me» — The Turtles — 2:21
10. «98.6» — The Bystanders — 3:19
11. «Sunny Afternoon» — The Kinks — 3:34
12. «Father and Son» — Кет Стівенс — 3:42
13. «Nights In White Satin» — Moody Blues — 4:26
14. «You Don't Have to Say You Love Me» — Dusty Springfield — 2:49
15. «Stay with Me, Baby» — Lorraine Ellison — 3:33
16. «Hang On Sloopy» — The McCoys — 3:52
17. «This Old Heart Of Mine (Is Weak For You)» — The Isley Brothers — 2:51
18. «Let's Dance» — Девід Боуї — 4:06

## Видалені сцени
Видалені сцени разом з іншими матеріалами можна було знайти в ліцензійних DVD до фільму.
- «Ласкаво просимо в наш світ» (англ. Welcome to Our World). Дія сцени відбувається під час приїзду слухачів «Радіо Рок» на корабель. Квентін по одному представляє всіх діджеїв станції, і кожного зустрічають бурхливими оплесками, включаючи Джона. Коли черга доходить до Ангуса, вони змовкають. Квентін говорить: «Ласкаво просимо в наш світ» і натовп знову тріумфує.
- «Spike Seattle і Beatles» (англ. Spike Seattle and the Beatles). Дія сцени відбувається до і після парубочого вечора Саймона. Граф дає Гарольду інструкції: ставити обрані записи до їх повернення. Після прибуття в Лондон Граф приводить всіх до легендарної студії Abbey Road, на якій записувалися The Beatles. Там він зізнається в захопленні ними і називає геніями. Після протверезіння діджеї включають радіо і пізнають в ефірі Гарольда, який ставить в ефір записи маловідомої групи Spike Seattle.
- «Сенс життя» (англ. The Meaning of Life). Гевін розповідає Карлу, чому він вирішив повернутися на радіо. Показується бар в Гватемалі, де він сидить і курить. Темношкірий чоловік замовляє на музичному апараті пісню The Rolling Stones — Get Out Of My Cloud. Гевін починає танцювати, до нього приєднуються той чоловік і дівчина. Наступного дня Гевін поїхав звідти, тому що «те, що надає сенс цьому божевільному світу — рок-н-рол».
- «Яйця» (англ. Eggs). Дейв обіцяє Карлу 10 фунтів, якщо той дозволить розбити об свою голову 4 яйця. Карл погоджується. Дейв розбиває 3 і каже, що не хоче розбивати ще одне. Карл вимагає 7 з половиною фунтів, але діджей відмовляє йому. Обдурений каже, що це несправедливо. Дейв відповідає, що він хотів навчити його, що життя несправедливе.
- «Радіо Саншайн» (англ. Radio Sunshine). Квентін оголошує всім, що кількість слухачів різко знизилося через відкриття нового піратського радіо — «Саншайн». Потай від нього радіоведучі на чолі з Дейвом вирішують пробратися вночі на корабель конкурентів. Вони надкушують і дряпають вініли, перемішують заставки, псують прилади. На наступний ранок на «Радіо Саншайн» відбувається розлад між працівниками, після якого воно припиняє існування.
- За словами Кертіса, існувала ще одна вирізана сцена, в якій описувалася доля матросів з корабля. Вони благополучно дісталися до берега.

## Американська версія
Після невдачі фільму в британському прокаті з причини великого (135 хвилин) хронометражу, для прокату в США фільм був обрізаний до 116 хвилин і перейменований в  Pirate Radio («Піратське радіо»). Критики пов'язують це з популярністю саги Пірати Карибського моря, а відповідно, і асоціаціями, які викликають у глядача слово «пірат».

## Цікаві факти
- Знявшись у фільмі Емма Томпсон і Кеннет Брана на момент зйомок були колишнім подружжям. Крім «Рок-хвилі», вони знялися разом у 5 фільмах, як до, так і після шлюбу. У фільмі у них немає спільних сцен.